# Helmut Frielinghaus
Helmut Frielinghaus (geboren 7. Januar 1931 in Braunschweig; gestorben 29. Januar 2012 in Hamburg) war ein deutscher literarischer Übersetzer.

## Leben
Helmut Frielinghaus wuchs mit vier Geschwistern in einem Pfarrhaus auf. Da schon die zwei älteren Brüder studierten, machte er aus finanziellen Gründen nach dem Abitur an einem humanistischen Gymnasium nur eine Buchhändlerlehre und wollte das Studium später nachholen. Er ging für ein Jahr in die Buchhandlung Pfankuch in Braunschweig und das zweite Lehrjahr zum Westermann Verlag. Aus Abenteuerlust ging er 1952 zur Librería Buchholz in Madrid, erlernte die Sprache und arbeitete dort bis zum Jahr 1957. In Spanien begann er auch Übersetzungsaufträge anzunehmen. Zurück in Deutschland wurde er Lektor und Cheflektor beim Rowohlt Verlag, Claassen und bei Luchterhand. Von 1995 bis 2002 lebte er in New York City, seither in Hamburg. Seit 1991 war er freiberuflicher Übersetzer und als Lektor und Berater deutscher Autoren tätig. Er übersetzte, teilweise zusammen mit seiner Partnerin Susanne Höbel, unter anderem Carlos Droguett, Rafael Sánchez Ferlosio, Max Aub, Severo Sarduy und Ramiro Pinilla aus dem Spanischen sowie Raymond Carver, Nicholson Baker, Alain de Botton, John Updike und William Faulkner aus dem Englischen in die deutsche Sprache. Frielinghaus war seit der Zeit im Luchterhand-Verlag der Lektor von Günter Grass gewesen, der ihm einen Nekrolog in Gedichtform widmete.
Im Jahr 2011 erhielt Frielinghaus den Paul Scheerbart-Preis der Heinrich Maria Ledig-Rowohlt-Stiftung.
Frielinghaus und das Europäisches Übersetzer-Kollegium Straelen schufen Übersetzer-Werkstätten für Französisch, ein Mittel, welches in der Folge auch  der Deutsche Übersetzerfonds in verschiedenen Sprachen bundesweit fördert, ebenso die Robert Bosch Stiftung unter dem Programmtitel "ViceVersa". Frielinghaus war zeit seines Berufslebens aktiv im Verband deutschsprachiger Übersetzer literarischer und wissenschaftlicher Werke.

## Herausgeberschaft
- Das Günter-Grass-Lesebuch. Deutscher Taschenbuchverlag, München 2009
- Der Butt spricht viele Sprachen: Grass-Übersetzer erzählen. Steidl, Göttingen 2002
- Kurt Wolff zum Hundertsten.  Kellner, Hamburg 1987
- Hans Sahl. Daten und Bilder. Luchterhand, Hamburg 1982